# Suore missionarie del Sacro Costato e di Maria Santissima Addolorata
Le Suore Missionarie del Sacro Costato e di Maria Santissima Addolorata sono un istituto religioso femminile di diritto pontificio: le suore di questa congregazione pospongono al loro nome la sigla M.S.C.

## Storia
La congregazione fu fondata da Eustachio Montemurro (1857-1923) per l'educazione e l'insegnamento del catechismo alle fanciulle.
Montemurro ricorse all'aiuto del gesuita di Grottaglie Gennaro Maria Bracale, che gli presentò Maria Addolorata Quaranta (1884-1968): la Quaranta e le sue prime compagne ricevettero l'abito religioso il 29 aprile 1910 a Minervino con l'approvazione di Giuseppe Staiti, vescovo di Andria.
Inizialmente la congregazione delle Figlie del Sacro Costato incontrò numerose difficoltà che portarono, nel 1911, alla dissoluzione di numerose comunità: le case in diocesi di Potenza sopravvissero grazie al sostegno del vescovo Ignazio Monterisi, ma il suo successore, il frate minore Roberto Razzoli, fece mutare l'abito alle religiose, cambiare titolo alla loro congregazione e l'aggregò all'ordine francescano.
Le comunità di Andria, Venosa e Gravina, fedeli al carisma del fondatore, si resero autonome dalla congregazione potentina e, sotto la guida della Quaranta, diedero inizio a un nuovo ramo dell'istituto, eretto in congregazione autonoma il 27 giugno 1930. La casa generalizia e il noviziato vennero stabiliti a Gravina.
La congregazione ricevette il pontificio decreto di lode il 9 giugno 1956.

## Attività e diffusione
Le Missionarie del Sacro Costato si dedicano essenzialmente all'istruzione e all'educazione cristiana dell'infanzia e della gioventù.
Sono presenti in Europa (Albania, Italia), nelle Americhe (Brasile, Ecuador) e in Asia (Cina, Filippine, Indonesia, Taiwan, Vietnam); la sede generalizia, dal 1954, è in via Santo Stefano Rotondo a Roma.
Alla fine del 2008 la congregazione contava 439 religiose in 65 case.